# 黎偉傑
黎偉傑（英語：Lai Wai Kit，1977年4月25日—），香港男子橋牌選手。

## 簡歷
2018年8月，黎偉傑代表中國香港參加2018年亞洲運動會橋牌比賽，與單偉彪、溫兆裘、麥國輝、吳子翔和劉碧堅合作贏得男子團體賽銀牌。